# Фолкерк (округ)
Фо́лкерк (англ. Falkirk, гэльск. Eaglais Bhreac, скотс Fawkirk) — один из 32 округов Шотландии.

## География
Округ Фолкерк территориально граничит с округами Уэст-Лотиан на юго-востоке, Норт-Ланаркшир на юго-западе и Стерлинг на северо-западе. На противоположном берегу залива Ферт-оф-Форт расположен округ Клакманнаншир.

## Населённые пункты

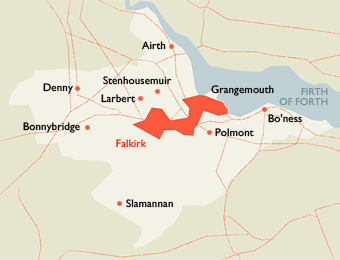
Населенные пункты Фолкерка

- Бонесс[англ.] (Bo’ness)
- Боннибридж (Bonnybridge)
- Гранджемут (Grangemouth)
- Денни[англ.] (Denny)
- Камелон[англ.] (Camelon)
- Ларберт[англ.] (Larbert)
- Полмонт (Polmont)
- Сламаннан[англ.] (Slamannan)
- Стенхаусмюир[англ.] (Stenhousemuir)
- Фолкерк (Falkirk)
- Эйрт[англ.] (Airth)

## Достопримечательности
- Список замков Шотландии